# Thomas Truchseß von Wetzhausen

Familienwappen der Truchseß von Wetzhausen

Thomas Truchseß von Wetzhausen (* um 1460; † 12. Juli 1523 in Würzburg) war Generalvikar und Domdekan im Bistum Speyer.   

## Herkunft und Familie
Er entstammte der Dachsbacher Linie des fränkischen Uradelsgeschlechts der Truchseß von Wetzhausen und wurde als Sohn von Jakob Truchseß zu Wetzhausen (genannt auch Jakob Truchseß von Dachsbach), sowie seiner Gattin Susanna geb. von Wilhelmsdorf geboren. Laut Genealogie von Johann Gottfried Biedermann und anderen Quellen war sein Bruder Georg Truchseß von Wetzhausen († 1552), letzter Abt des Klosters Auhausen, und sein Onkel väterlicherseits  Martin Truchsess von Wetzhausen († 1489), 34. Hochmeister des Deutschen Ordens. Zwei seiner Vettern bekleideten ebenfalls hohe Ämter im Deutschen Orden, nämlich Georg Truchseß von Wetzhausen (Großkomtur in Preußen) und Jobst Truchseß von Wetzhausen († 1524, Landkomtur von Österreich). Deren Bruder Erhard Truchseß von Wetzhausen († 1519) amtierte als Domdekan in Eichstätt.

## Leben und Wirken
Thomas Truchseß von Wetzhausen studierte 1483/84 an der Universität Leipzig und 1484/85 an der Universität Ingolstadt. Zum 21. Januar 1493 erhielt er eine Domherrenstelle in Speyer und war im März 1495 in Rom, um selbst die fälligen Annaten für die ihm verliehene Speyerer Dompräbende zu entrichten. Mit Datum vom 18. Januar 1500 wurde der Kleriker zusätzlich Stiftsherr zu St. Burkard in Würzburg. Von 1500 bis 1504 hielt sich Thomas Truchseß von Wetzhausen an der Universität Bologna auf, wo er auch seine humanistische Bildung erwarb. Nach dem Studium des kanonischen Rechts promovierte er hier am 9. Oktober 1504 zum Doctor in Decretis. Noch während seines dortigen Aufenthalts wählte man ihn am 5. September 1503 in Speyer zum Domscholaster. 1504 weilte er im Auftrag des Bischofs Philipp von Rosenberg bei der römischen Kurie, um dessen  päpstliche Amtsbestätigung einzuholen. 
Von 1507 bis 1513 bestellte ihn der Speyerer Oberhirte zu seinem Generalvikar. 1510 reiste Thomas Truchseß von Wetzhausen in diplomatischer Eigenschaft zu Kaiser Maximilian I.; 1513 übertrug man ihm die Pfarre Waibstadt. In jenem Jahr fuhr er wieder nach Rom um die Wahl des neuen Speyerer Bischofs Georg von der Pfalz konfirmieren zu lassen. Unter ihm amtierte der Adelige vom 8. Juli 1517 bis zu seinem Tod als Speyerer Domdekan, wobei er auch den inzwischen zusätzlich erworbenen Titel eines Juris utriusque Doctor (Doktor für weltliches und geistliches Recht) führte. 
Zu seiner Wahl als Domdekan sandte ihm sein früherer Lehrer Johannes Reuchlin (1455–1522) ein Gratulationsschreiben. Im Auftrag Bischof Georgs von Speyer bzw. Papst Leo X. hatte Thomas Truchseß von Wetzhausen zuvor, im theologischen Streit zwischen dem Dominikaner Jakob van Hoogstraten und Johannes Reuchlin, dessen Schrift Augenspiegel geprüft und als jeder Ketzerei unverdächtig erklärt. 1518 lud er Reuchlin in sein Haus nach Speyer ein. Auch Erasmus von Rotterdam rühmte die freundliche Aufnahme, die er in Speyer bei dem Domherrn gefunden habe. Thomas Truchseß von Wetzhausen war zu seiner Zeit der führende Kopf der humanistisch gesinnten Speyerer Kleriker.  Die Zeitgenossen lobten seine genaue Kenntnis der griechischen Sprache und seine umfassende Gelehrsamkeit. 
Thomas Truchseß von Wetzhausen starb 1523 in Würzburg (nach ADB in Speyer) und wurde im (nicht mehr existenten) Kreuzgang des Speyerer Doms beigesetzt.